# Förbundsnomism
Förbundsnomism (nomism, av grekiska νόμος, lag, engelska covenantal nomism) myntades av forskaren E.P. Sanders och syftar till att förklara det judiska folkets förhållande till Gud genom förbundet på Sinai berg. Man föds som jude in i förbundet med Gud men för att förbli i förbundet åtar man sig att följa lagen, Torah.